# Grabwespen

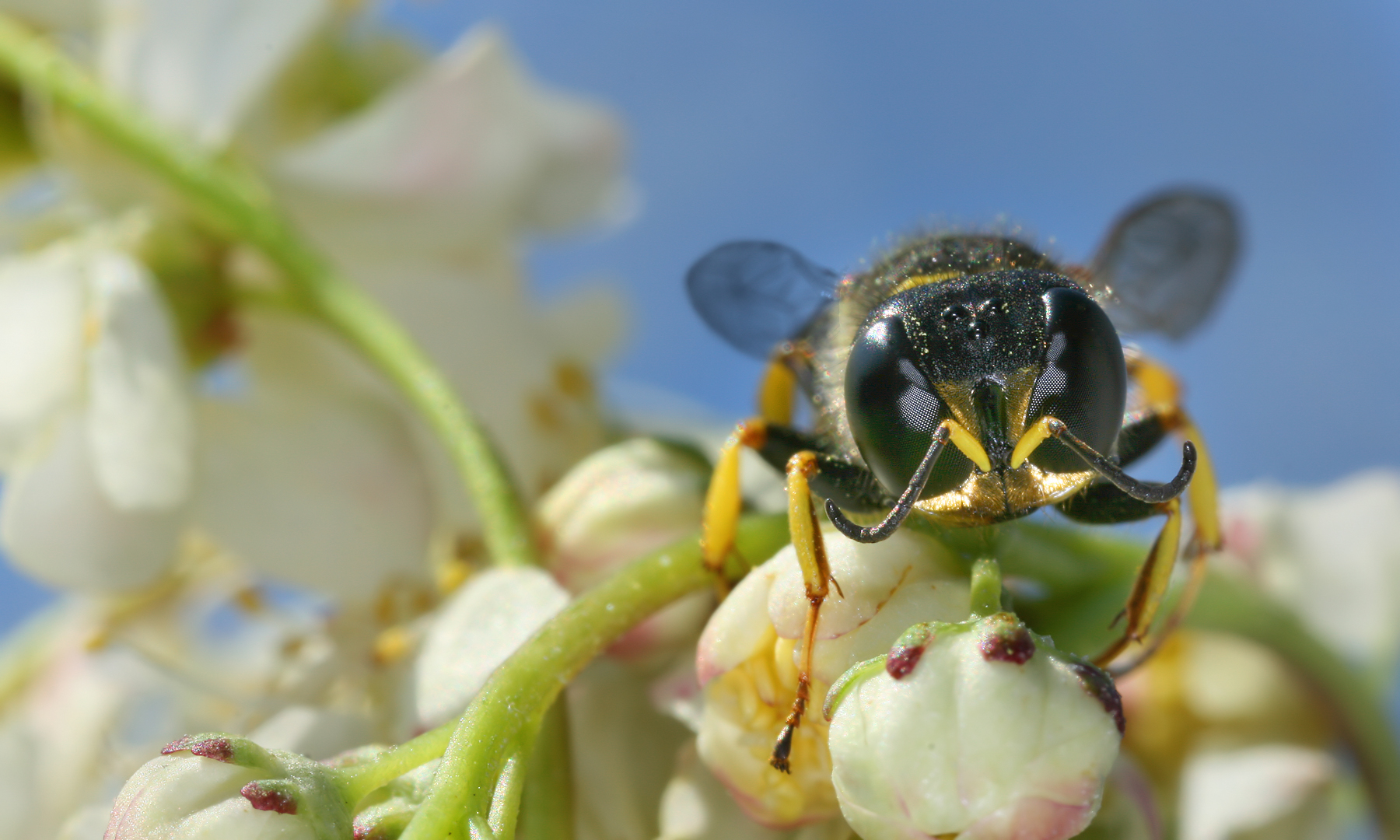
Grabwespe (Ectemnius lapidarius) von vorne. Die adulten Tiere ernähren sich von Pollen und Nektar.

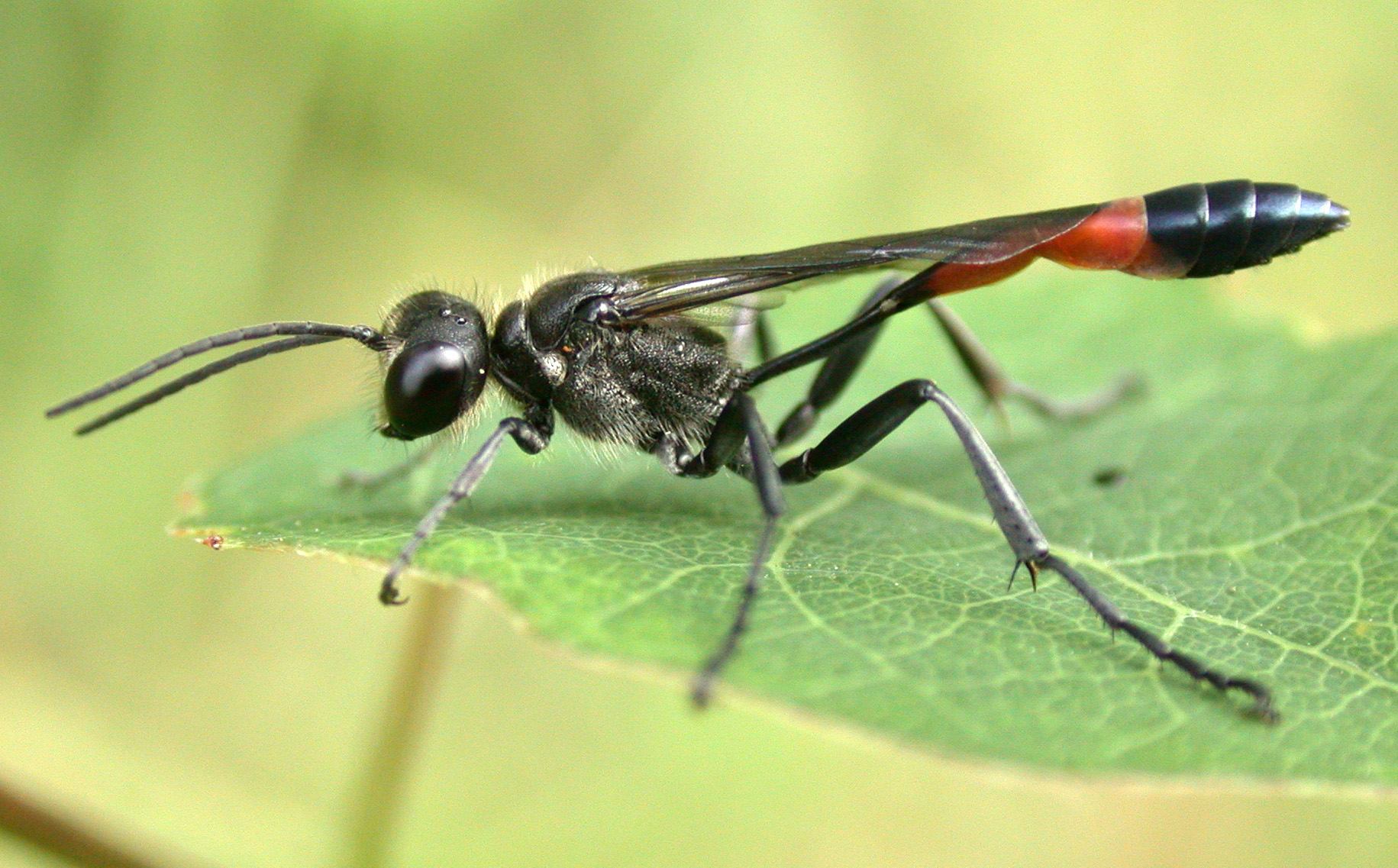
Männchen der Gemeinen Sandwespe (Ammophila sabulosa)

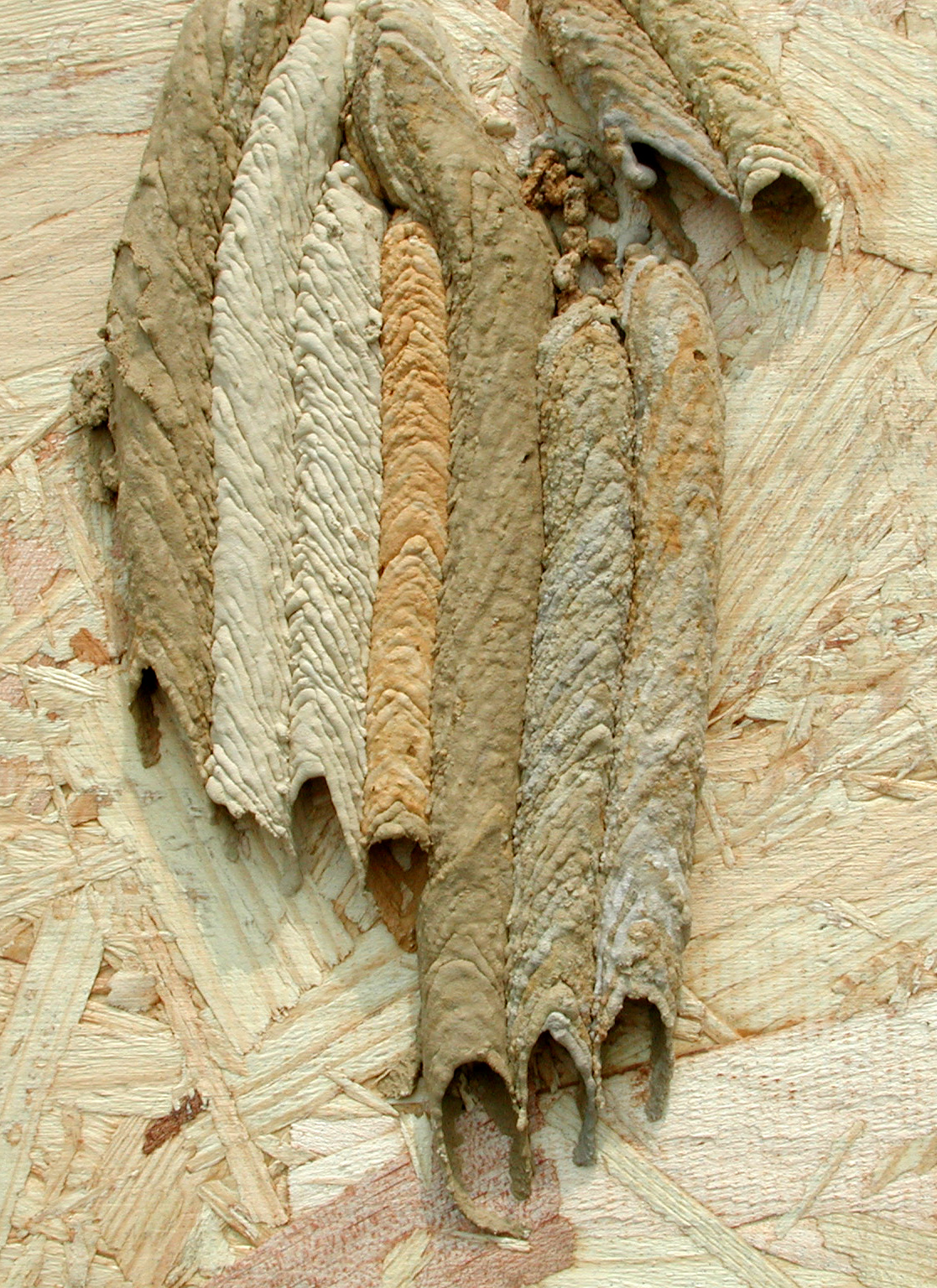
Brutröhren von Trypoxylon aus der Familie Crabronidae

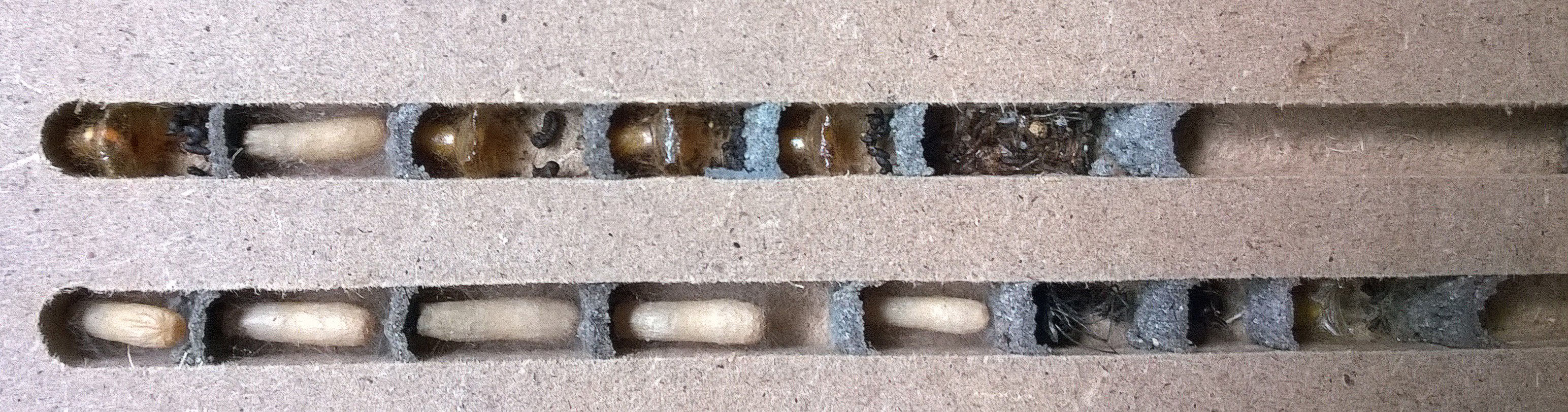
Grabwespencocons in Nistbrettern für Mauerbienen

Die Grabwespen (Spheciformes) sind Hautflügler aus der Teilordnung der Stechimmen. Sie sind sehr nahe mit den Bienen verwandt, allerdings ist diese Verwandtschaft nicht auf den ersten Blick zu erkennen. Gemeinsamkeiten, die Grabwespen und Bienen vor den übrigen Stechimmen auszeichnen, liegen im Bau des Thorax: Das Pronotum, der Rückenteil des (schmalen) ersten Brustsegments, bildet in seinen Hinterecken typische Verdickungen und erreicht nicht die Flügelschuppen, die das Flügelgelenk bedecken.

## Merkmale
Die Grabwespen leben einzeln und haben kräftige Kiefer, die durch stark entwickelte Oberkiefer zum Graben geeignet sind. Lediglich aus der tropischen Gattung Microstigmus sowie wenigen außereuropäischen Arten der Gattungen Arpactophilus und Spilomena sind eusoziale Arten bekannt.
Die Grabwespen sind eine sehr vielgestaltige Gruppe: Die Größe reicht von zwei Millimetern bis zu mehreren Zentimetern. Viele Arten sind in unterschiedlichem Maße gelb gezeichnet; manche haben eine rote Hinterleibsbasis. Viele Arten haben einen gestielten Hinterleib, das heißt, dass das erste Hinterleibssegment als langer, dünner Stiel (Petiolus) ausgebildet ist. Weltweit wurden knapp 10.000 Arten beschrieben, aus Mitteleuropa sind davon rund 300 bekannt. Zu den Grabwespen gehören unter anderem die Gemeine Sandwespe, die Kreiselwespe und der Bienenwolf. Wegen metallisch schimmernder Behaarung der Kopfvorderseite werden manche Grabwespen als „Silbermundwespen“ bezeichnet.

## Lebensweise
Während sich die adulten Tiere von Blütennektar und Pollen ernähren, werden die Larven der Grabwespen von den Weibchen je nach Art mit Insekten, Insektenlarven oder Spinnen versorgt. Die Weibchen lähmen ihre Beutetiere mit einem Stich. Diese werden daraufhin als Wirt oder Futtervorrat für die Larven in selbst gegrabene (oder auch in gemauerte) Hohlräume getragen und mit je einem Ei belegt.
Manche Grabwespen leben auch in von Halmfliegen verursachten Gallen angestochener Pflanzen.
Evolutionsbiologisch betrachtet muss das zum Teil sehr komplexe Brutpflegeverhalten (Mehrnester/Mehrphasen-Brutpflege einiger Grabwespenarten) über bestimmte Zwischenschritte entstanden sein. Als Ausgangspunkt kann das Rezentbeispiel mancher Schlupfwespen angeführt werden, die das Ei am oder im Beutetier ablegen, dieses aber ansonsten unbehelligt lassen. Eine Weiterführung dieses Verhaltens zeigen manche Dolchwespen, die das Beutetier mit einem Stich lähmen, aber an seinem Ort (der meist schon recht versteckt ist) belassen. Das nächstfortgeschrittene Verhalten zeigen manche Wegwespen, die die gelähmten Beutetiere aktiv verstecken.
Die Grabwespen schließlich schaffen zunächst einen besonderen Raum für die Beute; dann erst erfolgt die Jagd. Dieses Verhalten erlaubt (in Abstimmung mit der Größe der Beutetiere) das Eintragen mehrerer Beuteorganismen in ein Versteck.
In einem solchen Versteck können mehrere Brutzellen, die (arbeitssparend) von nur einem Zuführungsgang abzweigen, angelegt werden, wie etwa bei der Heuschreckensandwespe (Sphex funerarius).
Dean Wooldridge beschreibt in seinem Werk Mechanical Man: The Physical Basis of Intelligent Life (1968), dass die Grabwespe Sphex ichneumoneus nach erfolgreicher Jagd das Beutetier neben dem Eingang des Verstecks absetzt, um dann das Versteck zu inspizieren und anschließend das Beutetier darin abzulegen und das Ei zu legen. Bewegt ein Beobachter das Beutetier auch nur einige Zentimeter, so legt die Grabwespe nach Verlassen des Verstecks das Beutetier zunächst wieder auf den vorherigen Platz, um dann erneut das Versteck zu inspizieren. Diese Verhaltens-Stereotypie von Sphex hat schon Jean Henri Fabre genau geschildert. Sie lässt sich beliebig oft hervorrufen, ohne dass bei der Grabwespe ein Lerneffekt oder Abstumpfung einträte. In seinem Buch Metamagicum gibt Douglas R. Hofstadter dieses Beispiel, um den Begriff sphexishness (teilweise übersetzt mit „Sphexität“) zu entwickeln, den er anschließend zur Erläuterung der Selbstreflexion verwendet.

## Systematik
Man stellte früher in einer Überfamilie „Sphecoidea“ die Grabwespen (Sphecidae) und die Bienen (Apidae) als Schwestergruppen gegenüber (oder auch zwei Überfamilien Sphecoidea und Apoidea). Mit den Prinzipien der Kladistik änderte sich aber die Sichtweise. Die Grabwespen wurden als paraphyletische Gruppe erkannt und in vier Familien aufgespaltet, die zusammen mit der Familie der Bienen (Apidae i. w. S.) zur Überfamilie Apoidea zusammengefasst werden. Die unterschiedliche Lebensweise der Bienen, die ihre Larven mit Blütenpollen versorgen, und die daran angepasste Morphologie sind abgeleitete Merkmale; die Grabwespen in ihrer Gesamtheit zeichnen sich lediglich durch das Fehlen dieser Merkmale aus. Die Spheciformes umfassen folgende Gruppen:
- Heterogynaidae
- Ampulicidae
  - Unterfamilie Ampulicinae
  - Unterfamilie Dolichurinae
- Sphecidae
  - Unterfamilie Ammophilinae
  - Unterfamilie Chloriontinae
  - Unterfamilie Sceliphrinae
  - Unterfamilie Sphecinae
- Crabronidae
  - Unterfamilie Astatinae
  - Unterfamilie Bembicinae
  - Unterfamilie Crabroninae
  - Unterfamilie Dinetinae
  - Unterfamilie Eremiaspheciinae
  - Unterfamilie Mellininae
  - Unterfamilie Pemphredoninae
  - Unterfamilie Philanthinae

## Fossile Belege
Die ältesten fossilen Belege dieser Gruppe sind aus baltischem Bernstein (Eozän) bekannt. Darunter befinden sich vorwiegend Vertreter aus der Familie Crabronidae. Die Artenvielfalt im Baltischen Bernstein deutet indes auf eine deutlich frühere Entstehung dieser Gruppe hin. Kreidezeitliche Funde aus Nordamerika sind taxonomisch nicht eindeutig zuzuordnen.

## Trivia
Die Grabwespenarten Polemistus chewbacca und Polemistus vaderi wurden durch Menke und Vincent im Jahre 1983 nach Star-Wars-Charakteren benannt.